# (3013) Dobrovoleva
(3013) Dobrovoleva (1979 SD7; 1981 GS) ist ein ungefähr elf Kilometer großer Asteroid des inneren Hauptgürtels, der am 23. September 1979 vom russischen (damals: Sowjetunion) Astronomen Nikolai Stepanowitsch Tschernych am Krim-Observatorium (Zweigstelle Nautschnyj) auf der Halbinsel Krim (IAU-Code 095) entdeckt wurde.

## Benennung
(3013) Dobrovoleva wurde nach Oleg Wassiljewitsch Dobrowolski (1914–1987) benannt, der Leiter der Abteilung für Kometenastronomie der Akademie der Wissenschaften der Tadschikischen Sozialistischen Sowjetrepublik war und für seine physikalische Erforschung von Kometen bekannt war.